# Carcharhinus leiodon
Carcharhinus leiodon – gatunek dużej drapieżnej ryby chrzęstnoszkieletowej z rodziny żarłaczowatych (Carcharhinidae). Występuje w północno-zachodnich wodach Morza Arabskiego, w Zatoce Perskiej oraz Zatoce Adeńskiej. Preferuje płytkie wody przybrzeżne o głębokości nie przekraczającej 30-40 metrów. Posiada dobrze zbudowany wrzecionowaty korpus oraz wydłużoną stosunkowo szeroką głowę o tępo zakończonym pysku z małym U-kształtnym otworem gębowym. Podobnie jak sympatryczny C. amblyrhynchoides posiada charakterystyczne ciemniejsze końcówki każdej z płetw. Zaobserwowano u tego gatunku nienaturalne deformacje płetw, których przyczyną może być chów wsobny lub zanieczyszczenie środowiska. Dorosłe samice mogą osiągać 1,65 m długości.
Podobnie jak inne żarłaczowate, jest żyworodny. Kopulacja odbywa się za pomocną pterygopodium, narządu płciowego samca. Samica rodzi od 4 do 6 młodych. Głównym składnikiem diety C. leiodon są małe ryby kostnoszkieletowe, takie jak mugilowate czy ariusowate, na które poluje w pobliżu dna morskiego. Poławiany jest prawdopodobnie na całym obszarze swojego występowania, choć z uwagi na małą ilość danych oraz brak monitorowania połowów rekinów na niektórych obszarach, ciężko określić dokładny stan i liczebność jego populacji oraz wpływ rybołówstwa. Mięso, płetwy, szczęki i skóry wykorzystywane są lokalnie lub eksportowane na wschód. Międzynarodowa Unia Ochrony Przyrody uznała w 2005 roku, że C. leiodon jest gatunkiem narażonym na wyginięcie (VU), choć część późniejszych autorów wskazuje, że dane te są nieaktualne i wymagają dokładniejszych badań. W mięsie oraz wątrobie wielu osobników występuje niebezpiecznie wysokie stężenie metali ciężkich i innych pierwiastków śladowych.

## Taksonomia i filogenetyka
Pierwszym znanym osobnikiem tego gatunku (i zarówno okazem typowym) był niedojrzały samiec mierzący 75 cm długości. Został on schwytany przez Wilhelma Heina w 1902 roku, oznaczony numerem katalogowym NMW 61465 i umieszczony w zbiorach Muzeum Historii Naturalnej w Wiedniu. Jako lokalizację okazu podano Zatokę Adeńską niedaleko „Gischin”, jednakże taka nazwa nie funkcjonuje dla żadnego regionu czy miejscowości. Najprawdopodobniej jest to fonetyczny zapis miasta Qishn leżącego na wschodnim wybrzeżu Jemenu. W 1985 roku rekin ten został przebadany i opisany jako nowy gatunek Carcharhinus leiodon przez nowozelandzkiego ichtiologa Jacka Garricka na łamach raportu technicznego Amerykańskiej Narodowej Służby Oceanicznej i Meteorologicznej. Epitet gatunkowy pochodzi od greckich słów leios oznaczającego „gładki” oraz odon, czyli „ząb”. Gatunek ten znany był jedynie z pojedynczego osobnika aż do 2008 roku, kiedy to u wybrzeży Kuwejtu wyłowiono kolejne okazy.
W 1988 roku Leonard Compagno bazując na cechach morfologicznych zgrupował C. leiodon wraz z żarłaczem czarnopłetwym (C. limbatus), Carcharhinus brevipinna, C. amblyrhynchoides i C. isodon. W 2011 roku Alec Moore wraz ze współpracownikami opierając się na analizie filogenetycznej mitochondrialnego DNA uznali, że C. leiodon jest taksonem siostrzanym dla kladu który tworzą C. limbatus, C. tilstoni i C. amblyrhynchoides. Analiza mitochondrialnego locus NADH-2 przeprowadzona w 2012 przez Gavina Naylora i innych potwierdziła to założenie.

## Cechy morfologiczne
Rekin ten posiada dobrze zbudowany wrzecionowaty korpus oraz wydłużoną stosunkowo szeroką głowę o tępo zakończonym pysku z małym U-kształtnym otworem gębowym. W szczękach mieści się kilka rzędów małych zębów – pierwszy z nich ułożony jest pionowo, a każdy kolejny coraz bardziej pochylony ku tyłowi. W razie utraty któregoś z zębów na jego miejsce przesuwa się następny z kolejnego rzędu. Górne zęby są nieznacznie większe od dolnych, choć wydłużone horyzontalnie. Krawędzie blaszki zęba są ostre i gładkie. Na brzegach podstawy zęba mieszczą się nieregularne guzkowate wyrostki. W górnej szczęce mieści się 34-35 zębów, a w dolnej od 31 do 33. Niewielkie nozdrza osadzone są po bokach spodniej strony pyska, posiadają małe trójkątne fałdy skórne. Stosunkowo małe, okrągłe oczy wyposażone są w fałdy półksiężycowate spojówek. Źrenice są zwężone i wydłużone wertykalnie. Po bokach głowy mieści się pięć niedużych równych szczelin skrzelowych. Na spodzie pyska rekin posiada liczne elektroreceptory zwane ampułkami Lorenziniego.
Dość duża płetwa grzbietowa ma kształt sierpa i wolną końcówkę na dole dystalnej krawędzi. Druga romboidalna płetwa grzbietowa jest kilkukrotnie mniejsza od pierwszej. Umiejscowiona jest tuż nad płetwą odbytową. Pomiędzy płetwami grzbietowymi występuje wyraźny międzygrzbietowy łuk. Płetwy piersiowe są większe i szersze od pierwszej płetwy grzbietowej i posiadają nieznacznie wygiętą ku tyłowi dystalną krawędź. Ulokowane są tuż pod czwartą parą szczelin skrzelowych. Większe od drugiej płetwy grzbietowej płetwy brzuszne mają trójkątny kształt. U samca z wewnętrznej, tylnej części płetw brzusznych wykształcił się narząd kopulacyjny zwany pterygopodium. Płetwa odbytowa jest nieco większa od drugiej płetwy grzbietowej, lecz mniejsza od płetw brzusznych. Posiada zaokrąglony sierpowaty wierzchołek oraz zagiętą dystalną krawędź, która zakończona jest długą wolną końcówką. Na końcu ogona mieści się proporcjonalnie mała heterocerkiczna płetwa ogonowa. Na końcu jej górnego płata mieści się duży, szeroki trójkątny fałd skórny, poprzedzony wyraźnym wcięciem.
Skórę rekina pokrywają romboidalne połyskujące łuski plakoidalne. Grzbiet rekina przybiera różną barwę, od szarozielonej po zielonożółtą. Spód i boki są nieco jaśniejsze, barwy jasnoszarej lub białej. Głowa oraz przednia krawędź płetwy ogonowej są ciemniejszej barwy niż reszta ciała. Charakterystyczną cechą dla tego gatunku są ciemniejsze od reszty ciała końcówki każdej z płetw. Są one wyraźne zarówno u młodych, jak i dorosłych osobników. Rekin ten może być mylony z blisko spokrewnionymi gatunkami, takimi jak C. amblyrhynchoides czy C. limbatus, które występują na tym samym obszarze co C. leiodon. Rekiny te można odróżnić jedynie po dokładniejszym badaniu i porównaniu pewnych cech zębów oraz zliczeniu kręgów. Największy wyłowiony osobnik mierzył 165 cm długości.
Moore i inni zaobserwowali pewne anormalne zmiany w budowie płetw u samca wyłowionego w 2012 roku u wybrzeży Omanu. Wierzchołki pierwszej płetwy grzbietowej, płetw piersiowych i płetwy odbytowej były zniekształcone i pogrubione, a ich dystalne krawędzie były nieregularne. W miejscach tych zmian występował również czerwony pigment. Poza tym okaz ten pod względem ogólnej morfologii ciała czy ubarwienia nie odbiegał od innych osobników wyłowionych w tamtym regionie. Badaczom nie udało się ustalić przyczyny tych deformacji. Zmiany takie zaobserwowano również u innych gatunków występujących na niewielkich obszarach, dlatego też przypuszcza się, że mogą być one skutkiem chowu wsobnego. Inną przyczyną może być zanieczyszczenie środowiska, w tym obecność wielopierścieniowych węglowodorów aromatycznych (WWA), których wysoki poziom odnotowano w wodach Zatoki Perskiej.

## Występowanie i środowisko
Większość znanych osobników zostało wyłowionych w północno-zachodnich wodach Zatoki Perskiej u wybrzeży Kuwejtu oraz na północy Zatoki Adeńskiej u wybrzeży Jemenu. Jednakże fragmentaryczne dane z innych miejsc wskazują, że zasięg występowania tego rekina rozciąga się od południowo-zachodnich wybrzeży Jemenu przez Oman, Zjednoczone Emiraty Arabskie, Katar, Bahrajn, Arabię Saudyjską i Kuwejt, aż po północno-zachodnie wybrzeża Iranu na wschodzie Zatoki Perskiej. Z uwagi na to, że większość osobników zostało pozyskanych od rybaków lub zakupionych na miejscowych rynkach rybnych, a nie bezpośrednio wyłowionych przez naukowców, ciężko określić typ siedliska preferowany przez C. leiodon. Środowisko różni się znacznie na różnych obszarach występowania tego gatunku – Zatoka Adeńska u wybrzeży Jemenu jest głębokim na ponad 2,5 km zbiornikiem wodnym z wąskim szelfem kontynentalnym, bez stałych ujść rzecznych; w przeciwieństwie do niej północno-wschodnie wybrzeża Zatoki Perskiej obfitują w płytkie nie przekraczające 40 m głębokości akweny, do których wpływają duże ilości słodkiej wody z systemu rzecznego Tygrysu-Eufratu-Karunu. Moore i inni w 2014 roku zasugerowali, że rekin ten, podobnie jak żarłacz czarnopłetwy, toleruje szeroki zakres siedlisk, w tym muliste zatoki, rafy koralowe czy płytkie wybrzeża o piaskowym dnie. Informacje pozyskane od rybaków na temat miejsc połowów oraz obserwacje blisko spokrewnionych przedstawicieli rodzaju Carcharhinus sugerują, że C. leiodon preferuje płytkie wody o głębokości nie przekraczającej 30-40 metrów.

## Odżywianie
Głównym składnikiem pokarmu C. leiodon są małe ryby kostnoszkieletowe, takie jak solowate (Euryglossa orientalis), mugilowate, ariusowate i płaskogłowowate. Młode osobniki odżywiają się odpowiednio mniejszymi rybami, w tym małymi gatunkami z rodziny Mugilidae. Opierając się na zawartości żołądka uznano, że rekin ten poluje bliżej dna morskiego, niż powierzchni.

## Cykl życiowy
Podobnie jak inne żarłaczowate jest żyworodny. Samice rodzą od 4 do 6 młodych. Zapłodnienie odbywa się za pomocą pterygopodium, narządu wykształconego z dystalnych fragmentów płetw brzusznych samców. Embriony w ciele matki zużywają zapasy żółtka z pęcherzyka żółtkowego. Po pewnym czasie pęcherzyk żółtkowy łączy się ze ścianą macicy, tworząc tzw. łożysko żółtkowe, dzięki któremu dostarczane jest pożywienie z organizmu matki, aż do momentu porodu. Młode w trakcie narodzin mierzą 35–50 cm długości. Poród ma miejsce od kwietnia do sierpnia na zachodzie Zatoki Perskiej oraz około grudnia na wschodzie – dane te wymagają jednak potwierdzenia. Obok nowo narodzonych młodych, na wiosnę oraz wczesnym latem u wybrzeży Kuwejtu zaobserwować można również podrośnięte osobniki o długości 65–85 cm. Opierając się na danych dotyczących zbliżonego wielkością i blisko spokrewnionego C. tilstoni, u którego młode przez pierwszy rok życia rosną o 15–17 cm długości, naukowcy wywnioskowali, że są to osobniki roczne lub dwuletnie. Sugeruje to, że noworodki przebywają przez dłuższy – niż u innych gatunków – czas na obszarach na którym przyszły na świat. Samice osiągają dojrzałość płciową przy długości 1,3 metra lub mniejszej, a samce między 0,9 a 1,1 metra lub przy długości 1,2 m.

## Rybołówstwo i ochrona
Gatunek ten poławiany jest prawdopodobnie na całym obszarze swojego występowania. Określenie dokładnego stanu oraz liczebności populacji uniemożliwia mała ilość danych oraz brak monitorowania połowów rekinów m.in. w wodach Zatoki Adeńskiej. Wykorzystywane są zarówno płetwy, jak i mięso, szczęki oraz skóry. Mięso trafia zwykle na rynki lokalne lub eksportowane jest na Sri Lankę, a płetwy wraz z płetwami innych gatunków są licytowane i transportowane do Hongkongu lub Chin, gdzie służą do produkcji zup z płetw rekina. W latach 2010–2012 na terenie Omanu zanotowano połów 19 osobników, co stanowi jedynie 0,28% połowów wszystkich gatunków rekinów na tamtym obszarze. Brak dokładnych danych na temat połowów w wodach Zatoki Perskiej. Moore i inni odnotowali, że gatunek ten stanowi rzadkość na lokalnych rynkach rybackich w Kuwejcie. Międzynarodowa Unia Ochrony Przyrody uznała w 2005 roku, że C. leiodon jest gatunkiem narażonym na wyginięcie (VU), choć część późniejszych autorów wskazuje, że dane te są nieaktualne i wymagają dokładniejszych badań. Jabado wraz ze współpracownikami zasugerował wdrożenie systemu indywidualnej ochrony dla tego gatunku.
W 2015 roku przebadano siedem osobników C. leiodon wyłowionych w okolicach Kuwejtu (dwa dorosłe i pięć niedojrzałych) na obecność 11 śladowych pierwiastków. Wyniki ukazały bardzo wysokie stężenie ołowiu, żelaza, arsenu, rtęci i manganu, zarówno w mięśniach, jak i wątrobie. Co więcej badanie to wykazało wzrost stężenia tych pierwiastków wraz ze wzrostem rekina. Poziom arsenu i rtęci był większy niż u jakiegokolwiek wcześniej przebadanego spodoustego i znacznie przekraczał limity Europejskiego Urzędu ds. Bezpieczeństwa Żywności. Również stężenie selenu, który może hamować toksyczność rtęci, było wysokie. Wyniki te sugerują występowanie potencjalnie niebezpiecznego stężenia rtęci oraz innych zanieczyszczeń u rekinów zamieszkujących wybrzeża Kuwejtu i północno-zachodnią część Zatoki Perskiej, zagrażającego zarówno populacji rekinów, jak i ludziom spożywającym ich mięso.